# Калифорнийский университет в Сан-Диего
Калифорнийский университет в Сан-Диего (англ. University of California, San Diego) — публичный научно-исследовательский университет, расположенный в районе Ла-Хойя, Сан-Диего в штате Калифорния, США, один из десяти кампусов Калифорнийского университета. Основан в 1960 году вблизи Института океанографии Скриппс. Ведёт подготовку бакалавров по 125 специальностям, магистров по 52.
Английское название университета часто сокращается до UCSD, русское название до УКСД — Университет Калифорнии в Сан-Диего.
В академическом рейтинге университетов мира 2009 года, УКСД занял 14-е место.
В 2010 году издание «U.S. News & World Report» присвоило университету 35 место среди лучших университетов в стране. В национальном рейтинге издания «Washington Monthly» университет ежегодно занимает лидирующие позиции, в 2010 году — 1-е место.
Университет работает совместно с Медицинским центром Сан-Диего и сотрудничает с рядом региональных научных центров, среди которых: Институт Солка (Salk Institute), Институт медицинских исследований Бернема (Sanford-Burnham Medical Research Institute), Научно-исследовательский институт Скриппс (Scripps Research Institute). В университете работают восемь лауреатов Нобелевской премии, три обладателя Национальной научной медали США и один обладатель Пулитцеровской премии.
Принят в Ассоциацию американских университетов в 1982 году.

## История

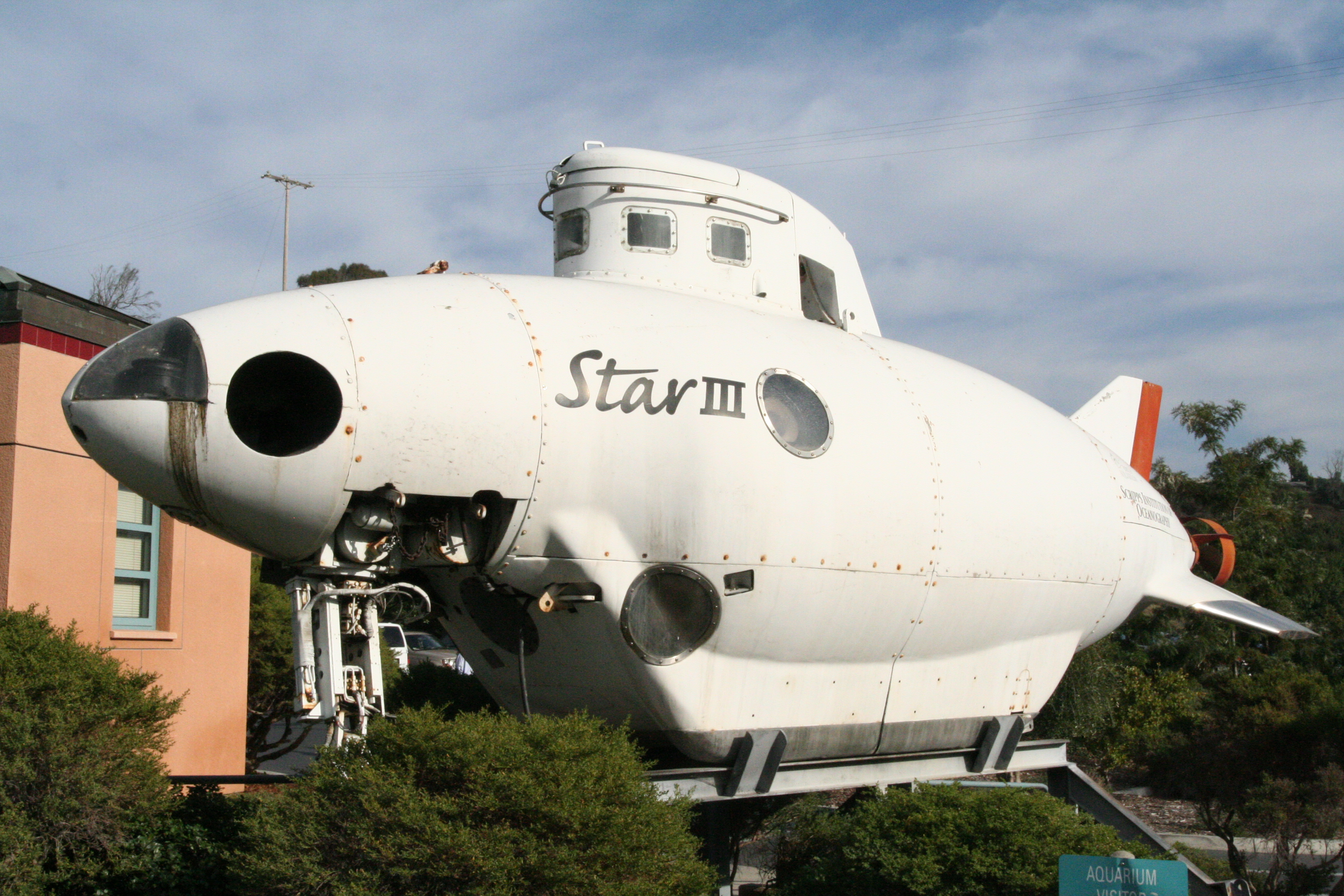
Подводный аппарат Star III рядом с Институтом Скриппса

В 1956 году регентами Калифорнийского университета запланировано открытие нового кампуса. Роджер Ревелл, ректор Института Скриппса, предложил идею создания научно-технической школы сопоставимой по качеству образования с Калифорнийским технологическим институтом. Жители Сан-Диего поддержали его идею, и по голосованию в этом же году для будущего университета передано 59 акров (240 000 м²) земли на побережье океана, вблизи Института Скриппса. Регенты, однако, просили 550 акров (220 га) на месте неиспользуемой земли института на северо-востоке, а также 500 акров (200 га) на месте бывшей военной базы Мэтьюз (англ.). Но Ревелл поставил под угрозу выбор участка, предъявив исключительные права на недвижимость Ла-Хойи, вступив в противоречия с расовыми меньшинствами и религиозными группами, возмутив местных консерваторов, в том числе и регента Калифорнийского университета Эдвина Поли. Президент Калифорнийского университета Кларк Керр удовлетворил «доноров» Сан-Диего изменением предложенного наименования из Калифорнийского университета в Ла-Хойя, в Калифорнийский университет в Сан-Диего, а жители города поддержали, проголосовав за смену названия. Из-за конфликта с Поли, Ревелл не был назначен канцлером, вместо него им стал Герберт Йорк, первый директор Ливерморской национальной лаборатории. Йорк разработал планы главного кампуса по аналогии с Оксфордским и Кембриджским университетами, при этом опираясь на многие идеи Ревелла.
В 1957 году президентом корпорации General Dynamics Джоном Хопкинсом университету пожертвован 1 миллион долларов, который пошёл на привлечение высококвалифицированных сотрудников. Гарольд Юри, лауреат Нобелевской премии по химии, был в числе первых преподавателей в 1958 году. Мария Гёпперт-Майер назначена профессором физики в 1960 году, в 1963-м она получила Нобелевскую премию по физике. Университет открыт в 1960 году, первоначально группы встретились в институте Скриппса.

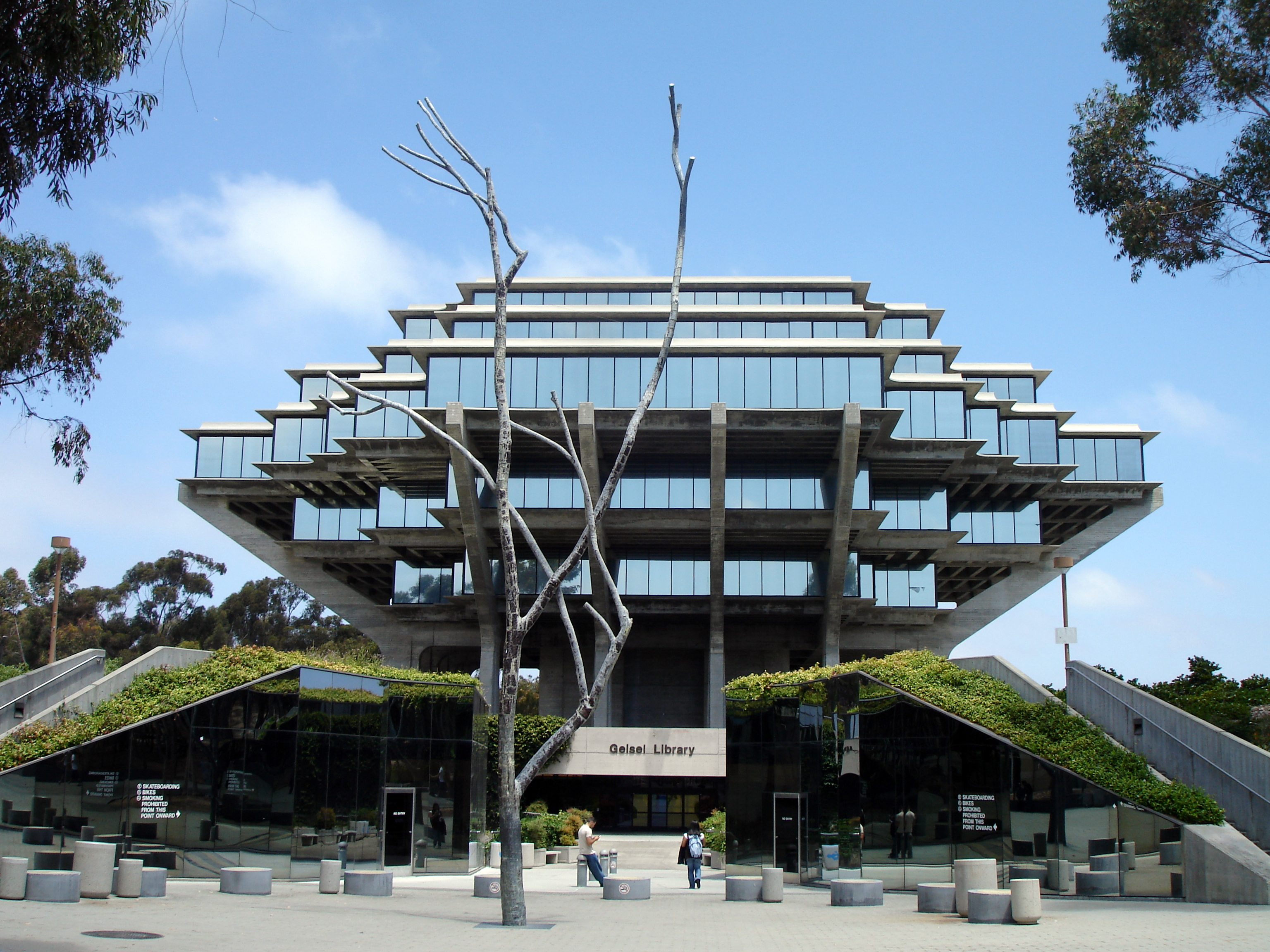
Библиотека Гейзеля, названная именем американского писателя Теодора Сьюза Гейзеля, (2008)

К 1963 году завершилось строительство новых зданий для факультетов технических наук, а также строились новые здания для социальных и гуманитарных наук. В этом же году Г. Йорк ушёл в отставку с должности канцлера, и на его место в 1964 году назначен Джон Семпл Гэлбрейт. В этом же году на кампусе прошёл первый выпуск, состоящий из 181 студентов. В 1966 году своих первокурсников приняла Медицинская школа университета.
В 1965 году в университете начал преподавать немецкий и американский философ и социолог Герберт Маркузе. Представитель движения «новых левых», он был первым протестующим, который занял здание администрации, на демонстрации организованной его студенткой Анджелой Дэвис.
Канцлер УКСД с 1980 по 1995 годы Ричард Аткинсон внёс значительный вклад в укрепление связей с городом путём трансфера технологий с развивающимися компаниями, сделав Сан-Диего лидером в технологических отраслях. Объёмы частных пожертвований выросли с $15 млн до почти $50 млн. долларов в год, почти на 50 % увеличились площади университета, а количество студентов возросло до 18 000. В 1995 году Национальный исследовательский совет США присвоил 10-е место университету по уровню и качеству подготовки аспирантов.
В 2009 году университет взял кредит на $40 млн долларов, чтобы уменьшить последствия от сокращения своего бюджета государством на $84,2 млн.

## Структура университета

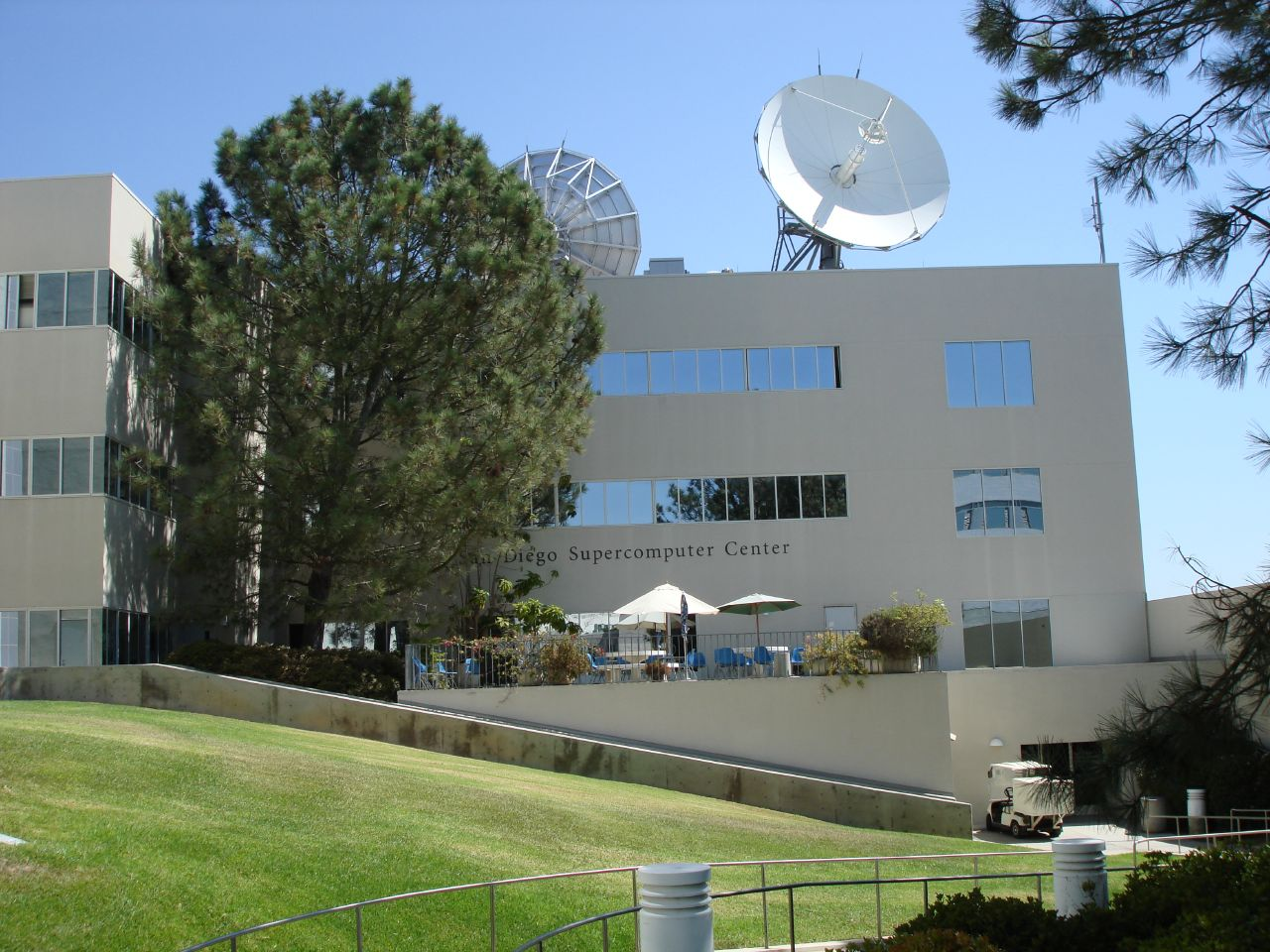
Суперкомпьютерный центр Сан-Диего

Калифорнийский университет и его 10 кампусов, один из которых в Сан-Диего, находятся в ведении государства и президента, и управляются Советом регентов, штаб-квартира которого находится в Окленде, Калифорния. В июне 2008 года 19-м президентом университета стал Марк Юдоф. В каждом отдельном кампусе попечительским советом на главную должность назначается канцлер. В 2004 году седьмым канцлером УКСД стала Марай Энн Фокс, сменившая Роберта Дина, который в свою очередь стал президентом Калифорнийского университета (2003—2007). У канцлера 8 заместителей — вице-канцлеров: по учебной работе, исследованиям, делам студентов, морским наукам, медицинским наукам, планированию, внешним связям, бизнес партнёрству.
Для бакалавров кампуса работают студенческие советы, которые имеются в каждом колледже. Аспиранты кампуса представлены ассоциацией аспирантов.
В составе университета также находятся:
- Общественный аквариум с 5000 животных 380 видов;
- Общественный музей;
- Суперкомпьютерный центр Сан-Диего (англ.);
- Научно-исследовательские суда, некоторые из которых находятся в открытом океане;
- Морской порт.

### Кампус
Кампус университета расположен на лесистом побережье Тихого океана на территории в 490 га (1200 акров), в черте города Сан-Диего.

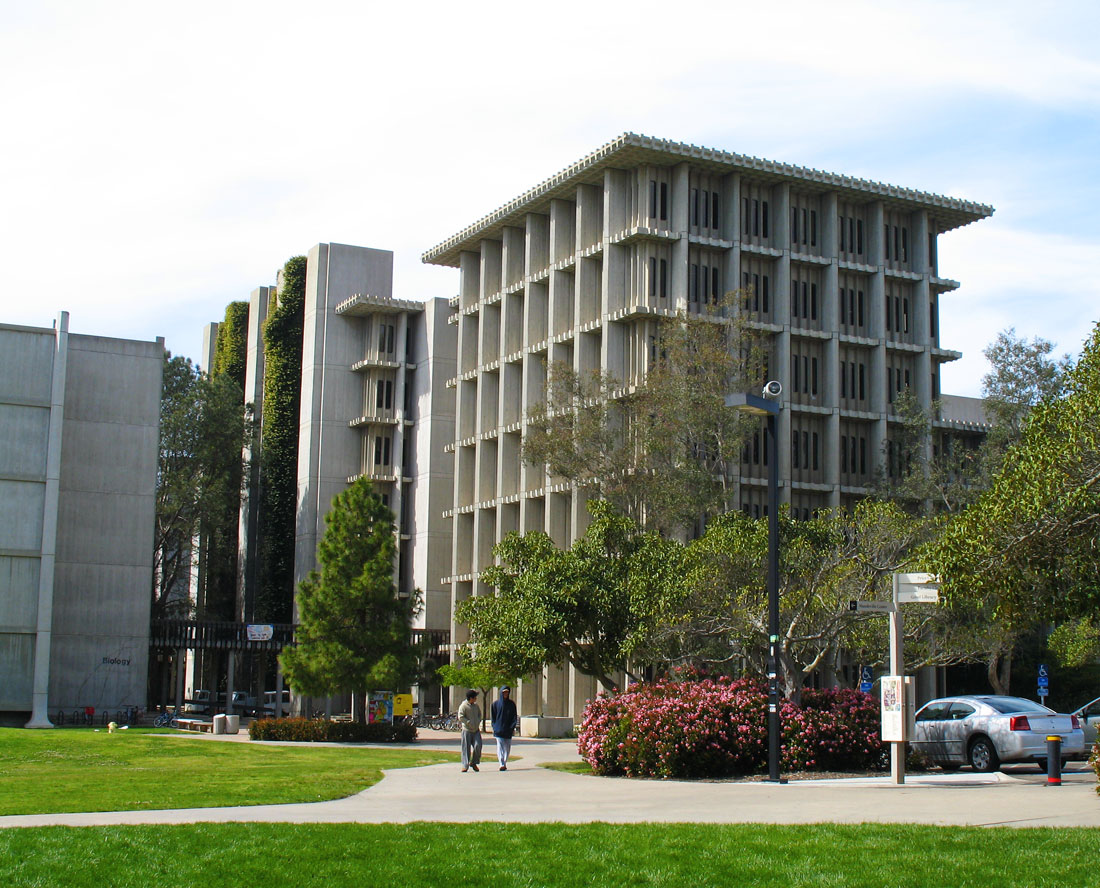
Колледж Джона Мьюир (2006)

Университет разделён по модели университетов в Оксфорде и Кембридже, включает в себя 6 колледжей:
1. Колледж Ревелла — основан в 1964 году, подчёркивает «Ренессанс образования» через гуманитарные науки: историю, литературу и философию.
2. Колледж Джона Мьюир — основан в 1967 году, подчёркивает «дух самостоятельности и индивидуального выбора».
3. Колледж Тэргуда Маршалла — основан в 1970 году, подчёркивает «стипендию, социальную ответственность и веру, что гуманитарное образование должно включать понимание своей роли в обществе».
4. Колледж Эрл Уоррен — основан в 1974 году, требует от студентов осознанного выбора различных дисциплин не связанных друг другом для разностороннего развития и «жизни в равновесии».
5. Колледж Элеоноры Рузвельт — основан в 1988 году, сосредоточен на образовательной программе по межкультурным связям под названием «Создание современного мира».
6. Шестой колледж — основан в 2002 году, упор на «исторические и философские связи между культурой, искусством и технологиями».

Каждый колледж в праве устанавливать свои собственные требования к образованию, нанимать сотрудников, предоставлять уникальные стипендии и проводить отдельные церемонии.

### Общественное искусство
Кампус университета украшен десятками общественных художественных проектов, большей частью из коллекции Стюарта. Одним из самых известных проектов является Бог Солнца, представляющий собой скульптуру из больших крылатых существ. К другим работам относятся аналог Стоунхенджа, большой змеиный путь, здание, мигающее яркими неоновыми надписями с именами пороков и добродетелей, а также три металлических эвкалиптовых дерева и др. Один из новых проектов — гигантский плюшевый мишка из шести валунов. Немаловажной экспозицией являются граффити, которые за десятилетия оставили многие поколения студентов.

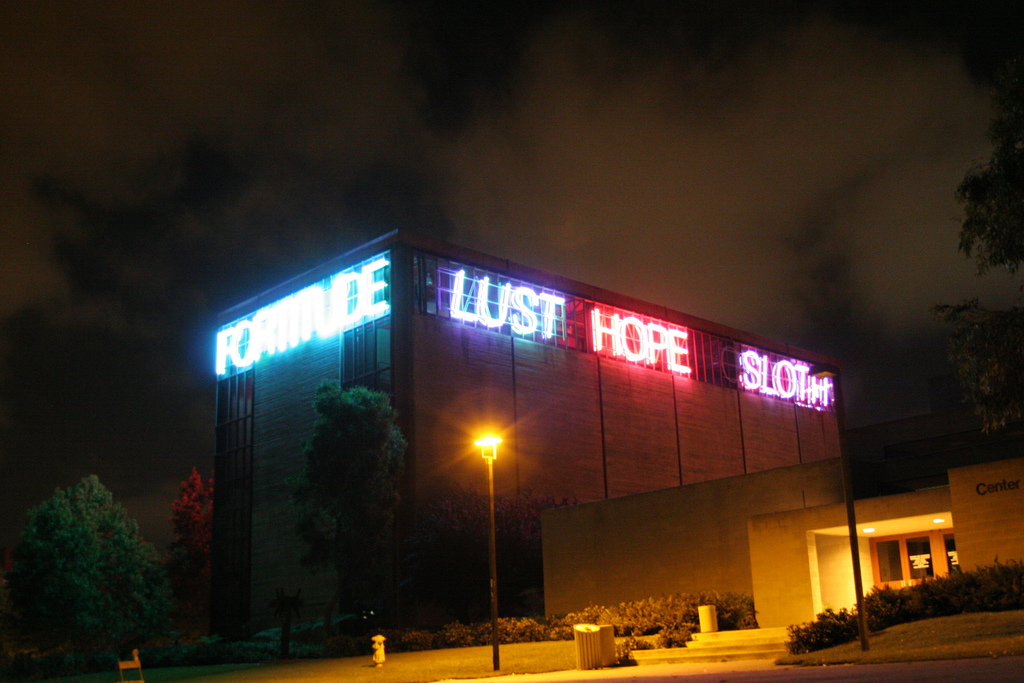
Грехи и добродетели
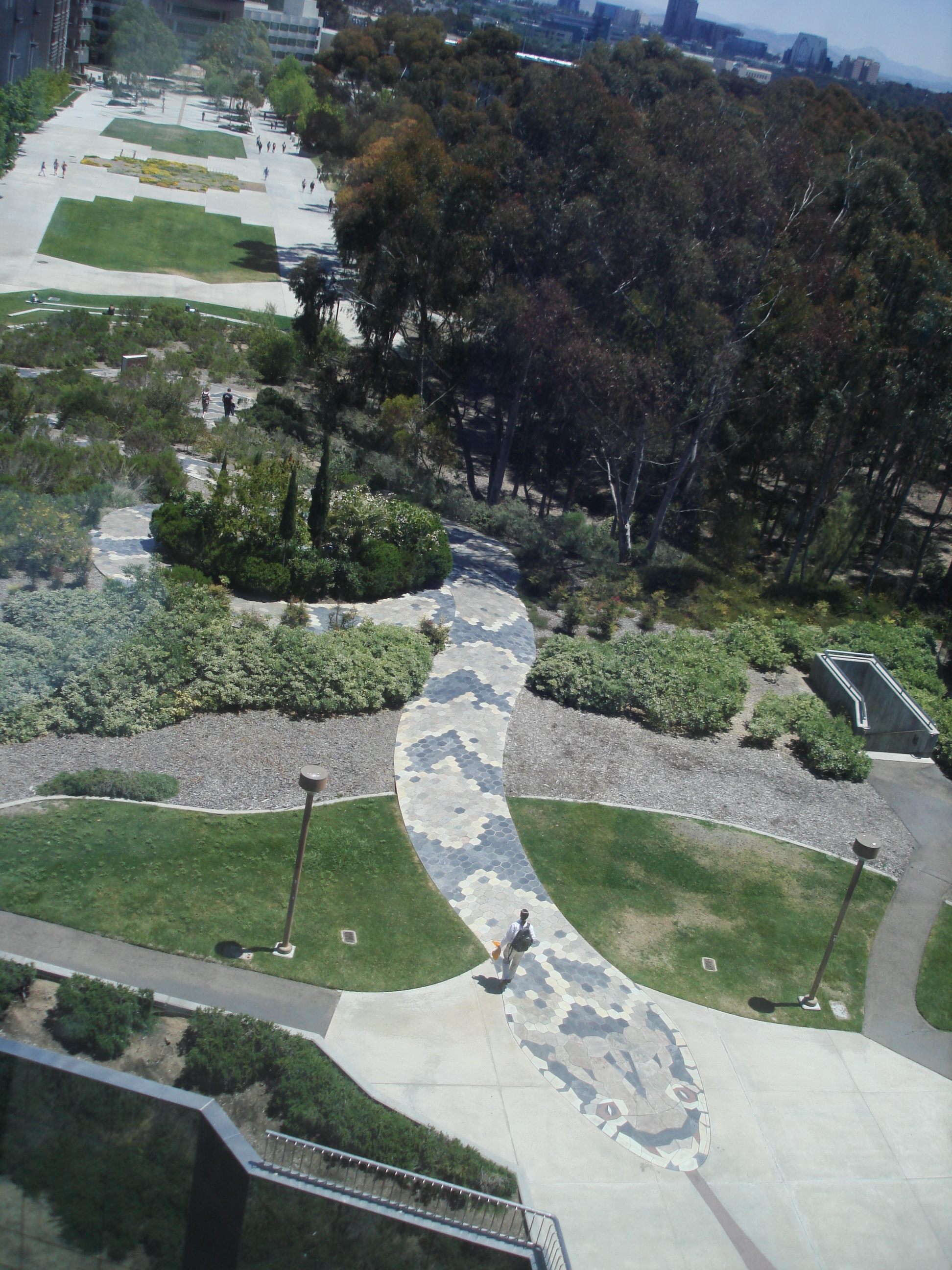
Змеиный путь
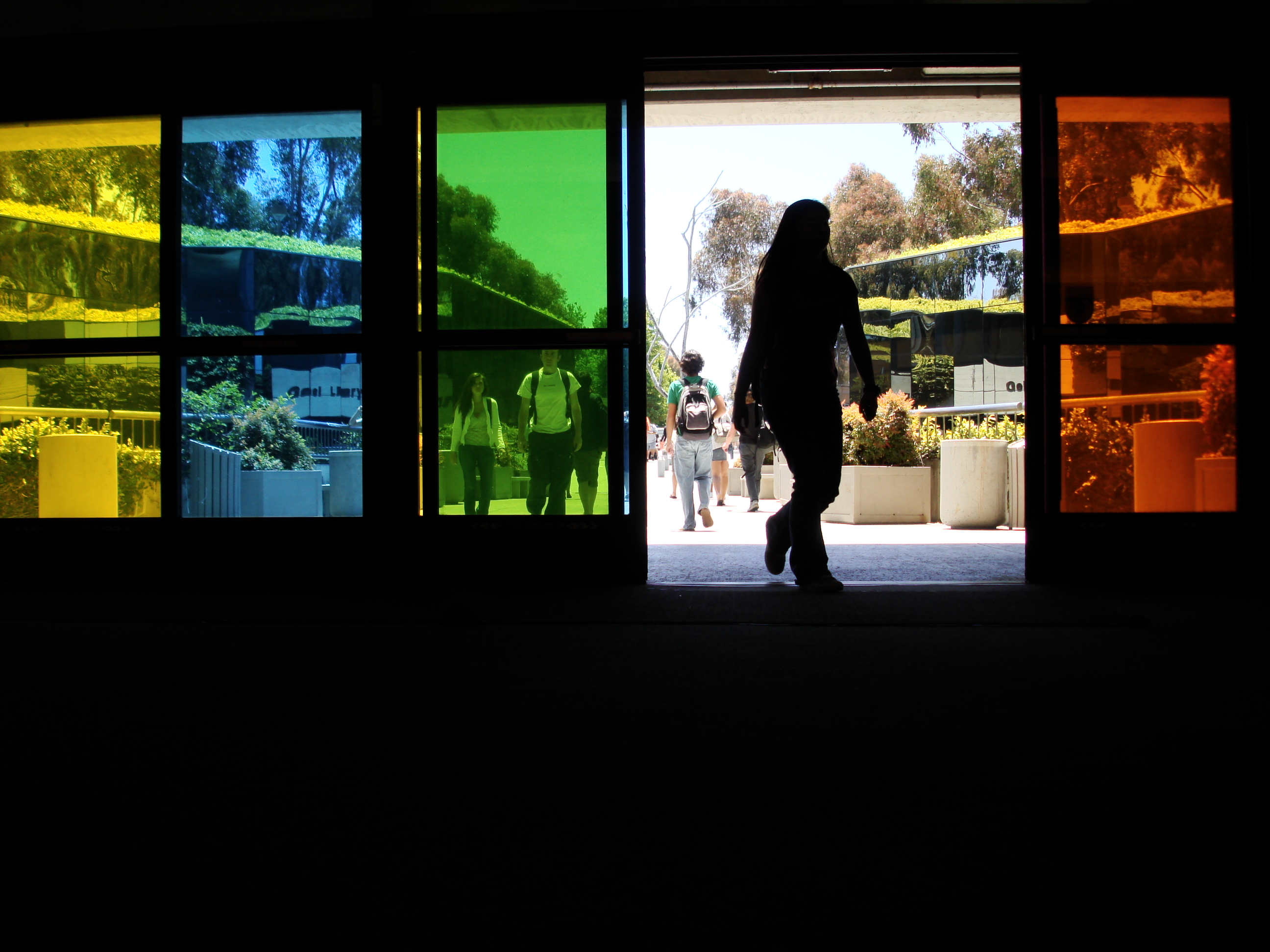
«Читай, пиши, думай, мечтай»

## Наука и исследования
Общие расходы УКСД на исследования за 2007—2008 годы составили 798 миллионов долларов США. По данным расходов на исследования Национальный научный фонд присвоил университету 1-е место в системе Калифорнийских университетов и 6-е в стране. Около 200 компаний, работающих в Сан-Диего, были основаны преподавателями и выпускниками университета, а более 40 % сотрудников занятых в области биотехнологий связаны с УКСД. Science Watch присвоил 8-е место университету в списке наиболее цитируемых учреждений за период с 1995 по 2005 гг. в области молекулярной биологии и генетики.
УКСД принадлежит ряд научно-исследовательских центров: Институт океанографии Скриппса, Суперкомпьютерный центр Сан-Диего, Калифорнийский институт телекоммуникаций и информационных технологий и Центр американо-мексиканских исследований.
Профессор университета Филипп Борн стал основателем SciVee (сервис публикации научного и научно-популярного видеоконтента, а также текстовых результатов исследований в дополнение к нему). Сервис поддерживает тесные контакты с университетом.

## Студенческая жизнь

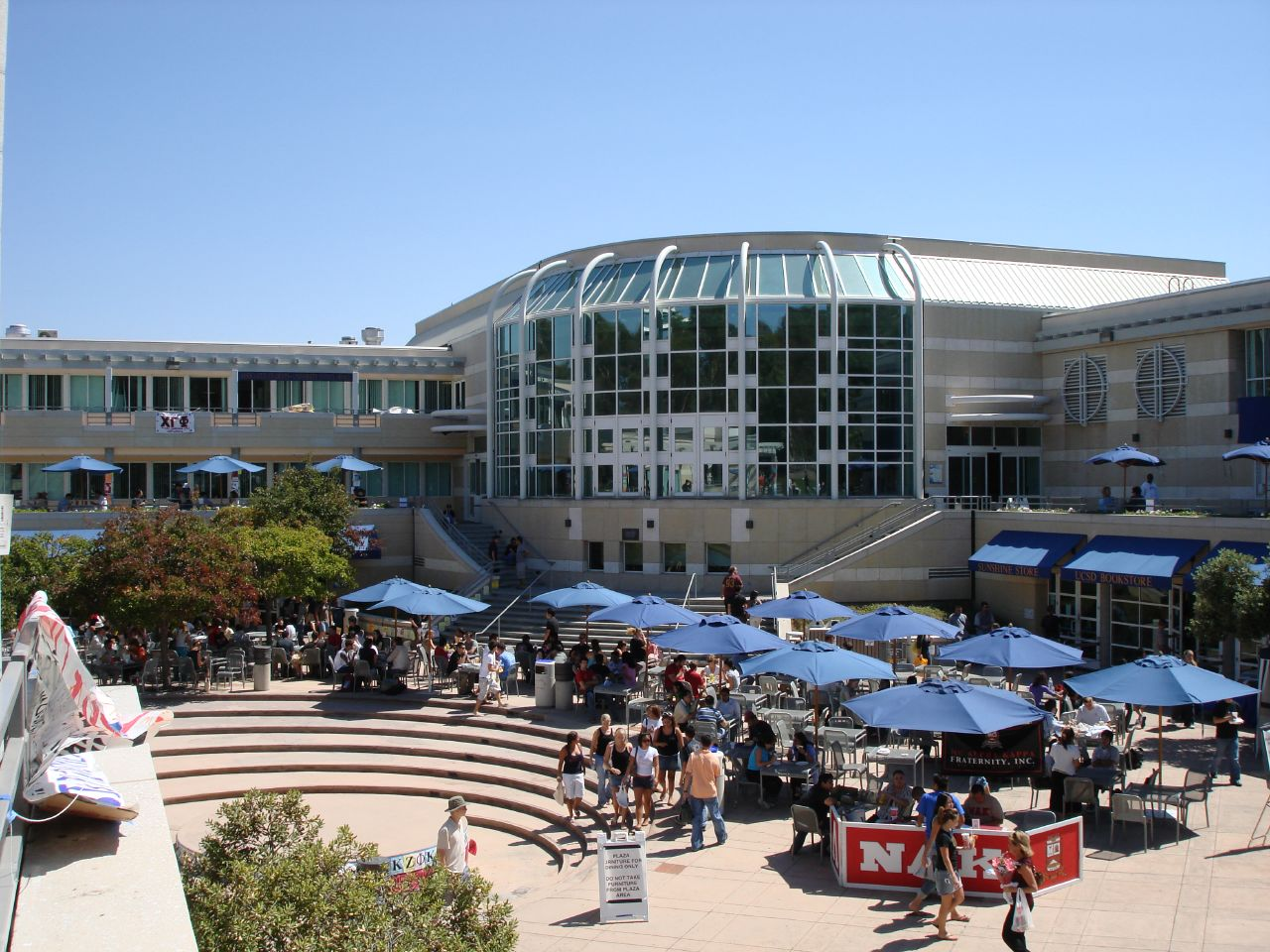
Торговый центр (2006)

Основным местом досуга студентов служит торговый центр, расположенный в кампусе, к югу от библиотеки Гейзеля. Здесь находятся рестораны, главный книжный магазин, кинотеатр, а также различные студенческие организации. Весной 2003 года на референдуме было принято решение об увеличении его площади почти в 2 раза. Открытие восточной части центра состоялось 19 мая 2008 года.
Для студентов, преподавателей и сотрудников работают 3 социальных центра, с целью адаптации и сближения с обществом: международный дом, женский центр и центр помощи ЛГБТ. УКСД — единственный кампус Калифорнийского университета, в котором такие центры не ликвидированы и продолжают работать; были основаны в середине 1990-х годов студенческими движениями, несмотря на противодействие со стороны администрации университета.

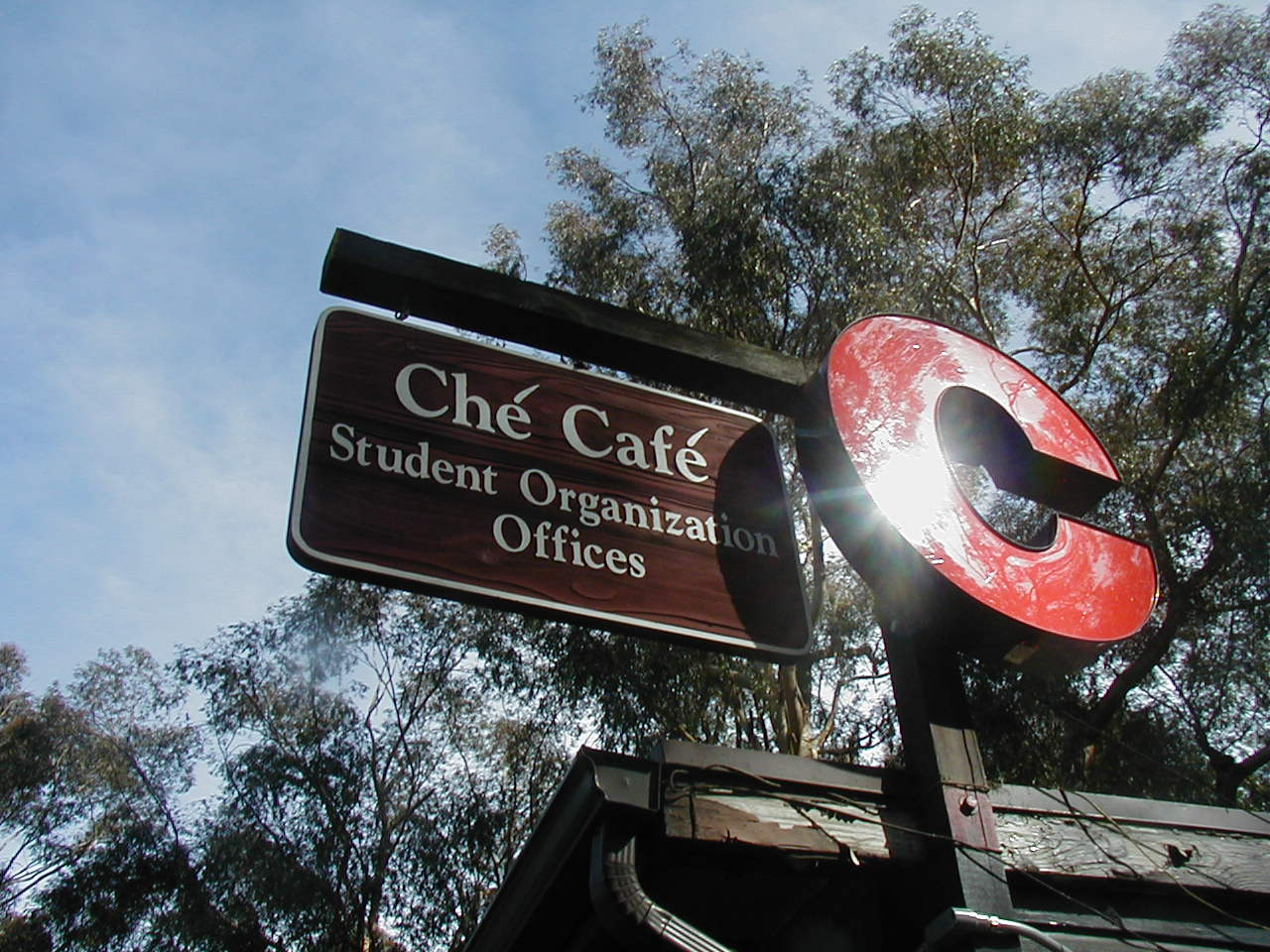
Вывеска Ché Café

В кампусе есть и своеобразное место встречи музыкальных коллективов и меломанов, так называемое Ché Café. Также здесь действуют активисты движения «Еда вместо бомб» и некоторые другие. Местные группы Сан-Диего, среди которых The Locust и Pinback, а также такие группы как Mates of State и The Dillinger Escape Plan выступлениями в Ché Café дали некоторую известность этому месту, где теперь регулярно собираются активисты различных движений и выступают музыкальные коллективы, несмотря на небольшой размер и слабое техническое оснащение клуба. Кроме упомянутых групп здесь выступали: Green Day, Билли Корган, Blonde Redhead, Jimmy Eat World, Lightning Bolt.

### Международный дом
В Международном доме проживают около 240 студентов из более чем тридцати стран мира. Он поддерживает социальную атмосферу, предоставляя возможность для культурного обмена между американскими и иностранными студентами. Дом расположен на территории колледжа Элеоноры Рузвельт, но работает он для всех 6-и колледжей и также доступен аспирантам, преподавателям, сотрудникам. Спрос на проживание здесь очень высокий, поэтому приём регулируется отдельными положениями, а на каждый квартал есть лист ожидания.

### Традиции студентов

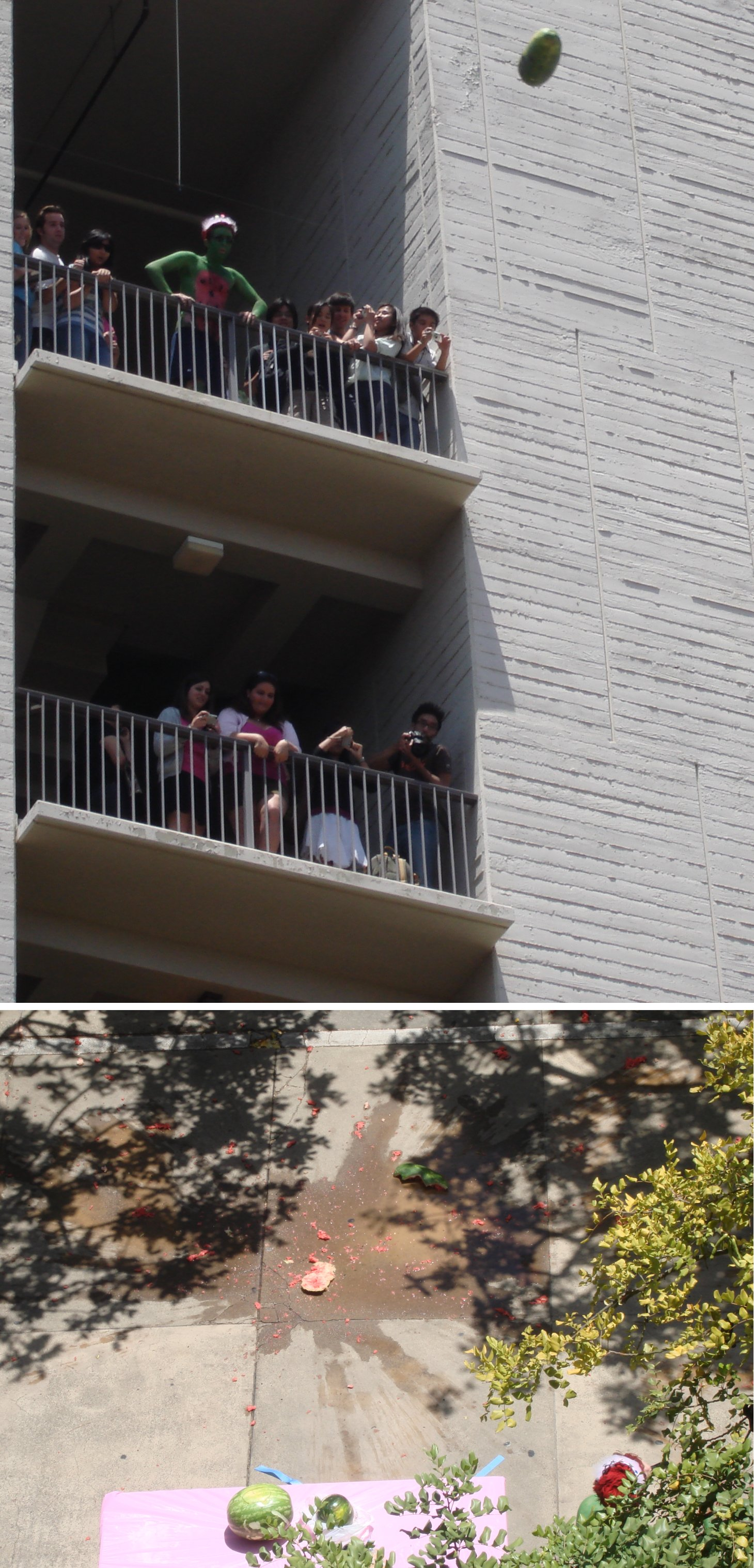
Традиция сброса арбузов, колледж Ревелла (2007)

Ассоциация студентов организует множество концертов и мероприятий в течение года, включая все танцевальные события, встречи хора и фестиваль Бога Солнца, названный так в честь университетской статуи, созданной художником Ники де Сен-Фалль. Это самый масштабный из фестивалей в УКСД: в течение дня проходит ряд мероприятий, концертов и спектаклей, предоставляются бесплатные угощения, а празднование длится до завершающего вечернего концерта.
Два других популярных события кампуса сброс тыкв и сброс арбузов, проходящие во время Хэллоуина и в конце весны соответственно. Сброс арбузов — одна из старейших традиций, происходящая с 1965 года от вопроса к экзамену по физике об ускорении свободного падения. Группа студентов решила проверить это на практике, сбросом арбузов с различных этажей и сравнением размеров следов, оставшихся после падения. Сброс тыкв — аналогичная традиция, на которой скидывают тыквы заполненные конфетами с 11-этажного здания Тайога Холл — самого высокого жилого здания колледжа Мьюир.

### Студенческие СМИ
UCSD Guardian — университетская газета, которой управляют студенческие организации; хоть она и является официальным отделом кампуса, финансируется всё же исключительно за счёт объявлений. Первоначально называлась Triton Times, издаётся дважды в неделю в течение всего учебного года, обычно по понедельникам и четвергам.
Кроме газеты, здесь находится небольшая радиостанция, вещание по радиочастотам уже не ведётся, но продолжает работать в Интернете.
Один из наиболее спорных аспектов студенческой жизни в УКСД — студенческая комедийная газета Коала, финансируемая ассоциацией студентов. Эта сатирическая газета часто критикуется за её провокационные статьи и рисунки.

### Спорт
Талисман спортивной команды университета — Король Тритон.
УКСД предлагает студентам возможность заниматься различными видами спорта, включая плавание, водное поло, футбол, волейбол, легкую атлетику, фехтование, баскетбол, гольф, софтбол, бейсбол, теннис и др.
Некоторые спортивные команды УКСД добились высоких результатов, так сёрфингисты выиграли национальный титул 6 раз, а по различным рейтингам программы обучения сёрфингистов одни из лучших в стране. Команда по триатлону регулярно занимает призовые места в стране. В 2008 году женская команда выиграла национальный университетский чемпионат США, а спортсменка Аманда Фелдер стала чемпионом страны.

## Выпускники и преподаватели

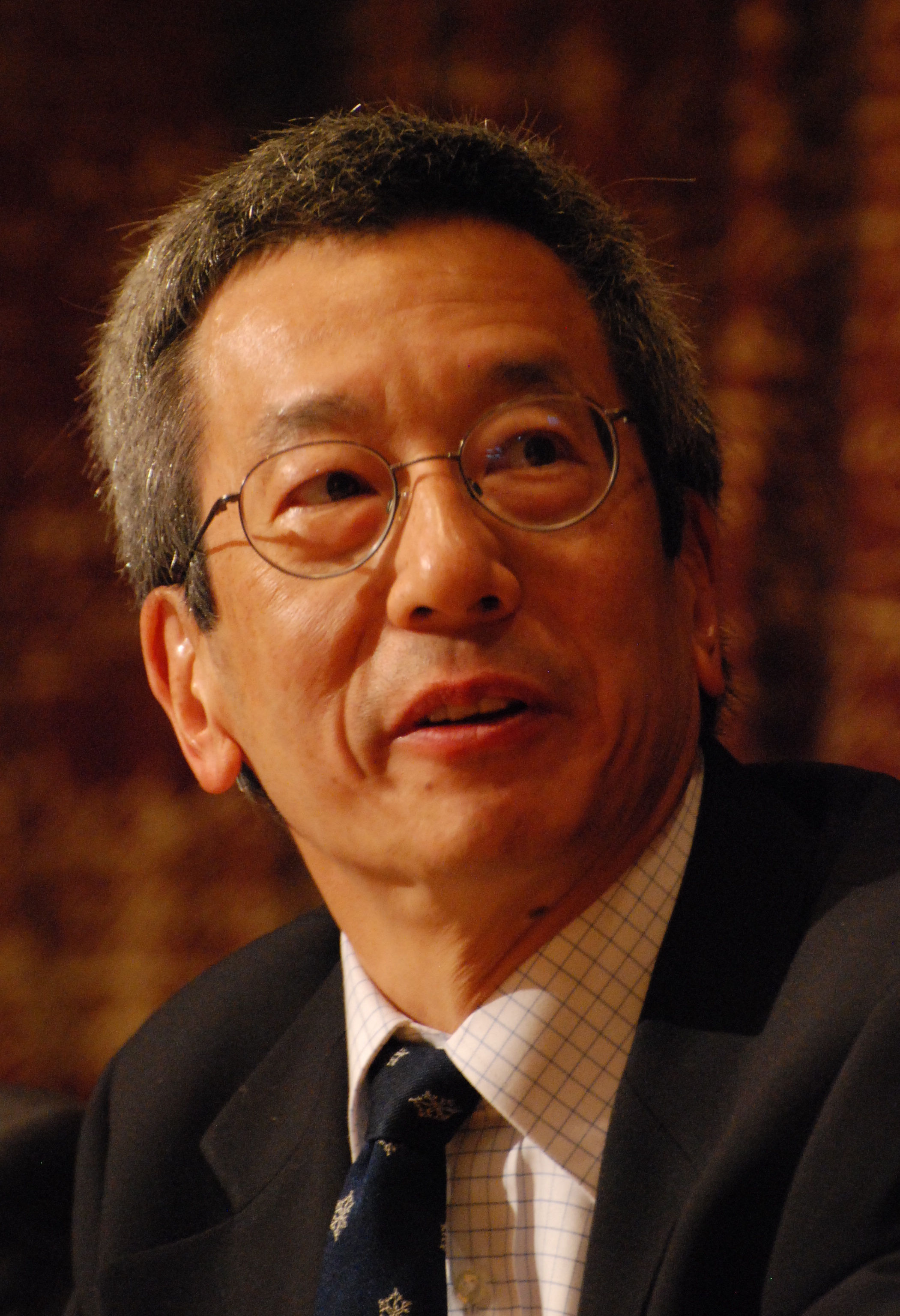
Роджер Тсиен

В Калифорнийском университете в Сан-Диего учились и работали многие известные учёные, писатели, музыканты, актёры, среди них:

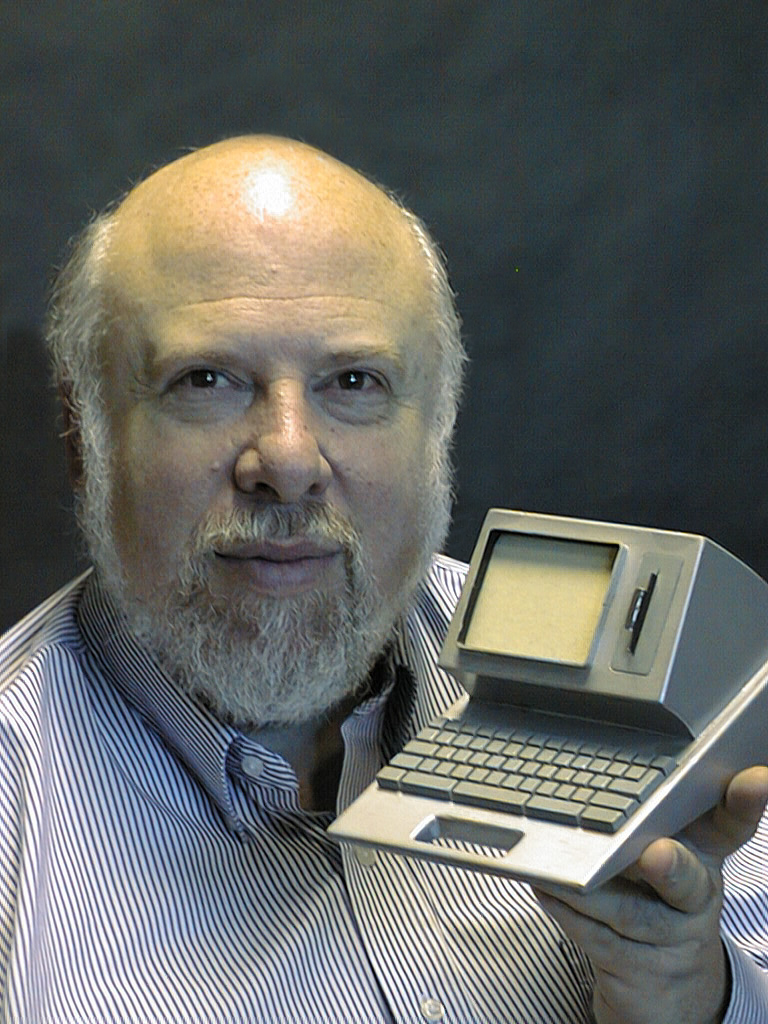
Джеф Раскин

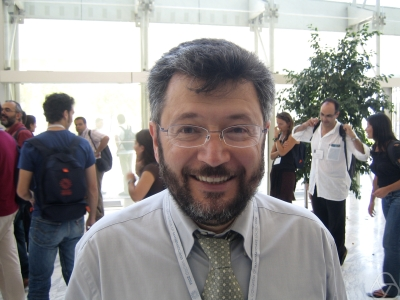
Ефим Зельманов

- Чед Мэтью Батлер — барабанщик и перкуссионист альтернативной рок-группы Switchfoot.
- Элинор Маргерит Бербидж — астрофизик
- Сидней Бреннер — южноафриканский биолог, лауреат Нобелевской премии по физиологии и медицине (2002).
- Дэвид Брин — известный американский писатель-фантаст.
- Крейг Вентер — американский генетик, биолог и бизнесмен-организатор науки.
- Вернор (Стеффан) Виндж — американский математик и писатель-фантаст.
- Клайв Уильям Джон Грэнджер — английский экономист, лауреат Нобелевской премии по экономике (2003).
- Майк Джадж — американский продюсер, актёр, режиссёр, сценарист, композитор и аниматор.
- Габриэль Джексон — почётный профессор истории.
- Чалмерс Джонсон — американский писатель.
- Ренато Дульбекко — итальянский вирусолог, лауреат Нобелевской премии по физиологии и медицине (1975).
- Анджела Ивонна Дэвис — американская правозащитница, деятельница коммунистического движения, социолог, педагог и писатель.
- Ефим Исаакович Зельманов — математик, лауреат Филдсовской премии (1994).
- Роберт Энгл — американский экономист, лауреат Нобелевской премии по экономике (2003).
- Герберт Йорк — американский физик-ядерщик, участник Манхеттенского проекта. Основатель Калифорнийского университета в Сан-Диего (ректор в 1961—1964 и 1970—1972).
- Вальтер Кон — американский физик-теоретик. Лауреат Нобелевской премией по химии (1998).
- Фрэнсис Крик — британский молекулярный биолог, врач и нейробиолог. Лауреат Нобелевской премии по физиологии и медицине (1962).
- Пауль Джозеф Крутцен — голландский химик, специалист в химии атмосферы, лауреат Нобелевской премии по химии (1995).
- Рональд Лангакер — американский лингвист.
- Гарри Марковиц — выдающийся американский экономист. Лауреат Нобелевской премии по экономике (1990).
- Марио Молина — мексиканский химик, один из наиболее известных исследователей озоновых дыр, лауреат Нобелевской премии по химии (1995).
- Полина Оливерос — американская аккордеонистка и композитор.
- Павел Певзнер — специалист в области биоинформатики, вычислительной биологии, системной биологии.
- Салли Кристен Райд — астронавт США, первая женщина Америки, побывавшая в космосе (1983).
- Джеф Раскин — специалист по компьютерным интерфейсам, автор статей по юзабилити и книги «The Human Interface», сотрудник № 31 фирмы Apple Computer, наиболее известен как инициатор проекта Macintosh в конце 70-x.
- Ким Стенли Робинсон — американский писатель-фантаст.
- Филипп Росдэйл — основатель и генеральный директор Linden Lab.
- Судзуми Тонэгава — японский молекулярный биолог, лауреат Нобелевской премии по физиологии и медицине (1987).
- Бенисио дель Торо — известный голливудский киноактёр родом из Пуэрто-Рико.
- Роджер Тсиен — американский химик китайского происхождения.
- Тим Форман — басист и бэк-вокалист альтернативной рок-группы Switchfoot.
- Раймонд Элиас Фэйст — американский писатель-фантаст.
- Халед Хоссейни — американский писатель афганского происхождения.
- Рикардо Антонио Чавира — американский актёр.
- Хая Черновин — израильский композитор и педагог.
- Гарольд Клейтон Юри — американский физик и физикохимик.